# تياغو غالاردو
تياغو غالاردو (بالبرتغالية: Thiago Galhardo) (20 يوليو 1989 في البرازيل – )؛ هو لاعب كرة قدم كان يلعب كلاعب وسط.

## وصلات خارجية
- تياغو غالاردو على موقع رابطة كرة القدم اليابانية للمحترفين (اليابانية)
- تياغو غالاردو على موقع إي إس بي إن إف سي (الإنجليزية)
- تياغو غالاردو على موقع قاعدة بيانات كرة القدم.إي يو (الإنجليزية)
- تياغو غالاردو على موقع ليكيب (الفرنسية)
- تياغو غالاردو على موقع Soccerbase.com (لاعب) (الإنجليزية)
- تياغو غالاردو على موقع Soccerway.com (الإنجليزية)
- تياغو غالاردو على موقع عالم كرة القدم.نت (الإنجليزية)
- تياغو غالاردو على موقع AS.com (الإسبانية)